# Pär Sundberg
För personer med liknande namn, se Per Sundberg (olika betydelser)
Pär Tomas Carl Sundberg, född 22 oktober 1957 i Skarpnäck, Stockholm, är en svensk före detta barnskådespelare. Han spelade rollen som Tommy i filmerna om Pippi Långstrump. 
Sundberg har studerat i Lund och var 2009 Skandinavienchef för ett företag som anordnade PR-kampanjer.

## Filmografi
- 1969 – Pippi Långstrump (TV-serie)
- 1970 – Pippi Långstrump på de sju haven
- 1970 – På rymmen med Pippi Långstrump

## Teater

### Roller
| År   | Roll | Produktion                      | Regi     | Teater            |
| ---- | ---- | ------------------------------- | -------- | ----------------- |
| 1967 |      | Klas Klättermus Thorbjørn Egner | Per Siwe | Malmö stadsteater |